# Missal Brasiliense
O Missal Brasiliense trata-se de um livro litúrgico publicado por Dom Salomão Barbosa Ferraz em 1949, para servir à Igreja Católica Livre, que havia sido fundada pelo mesmo, em 1936. Após a sua sagração, em 1945, o livro tornou-se o manual de liturgia da nova Igreja. A palavra missal significa um livro litúrgico destinado exclusivamente à celebração da Missa. Apesar de Dom Salomão inicialmente ter caminhado na Igreja Episcopal Anglicana do Brasil, o Missal Brasiliense não é um Livro de Oração Comum anglicano, nem de uma cópia do Missal Romano publicado pelo Papa Paulo VI em 1969. Quando o Missal Brasiliense foi lançado, a Igreja Católica Romana ainda utilizava o Missal de Pio V, que rege o Rito da Missa Tridentina. Além disso, também não é semelhante ao Missal Brasileiro da Igreja Católica Apostólica Brasileira, fundada por Dom Carlos Duarte Costa e publicado apenas em 1973, sendo anterior tanto à Reforma Litúrgica do Concílio Vaticano II quanto à nova proposta de Igreja nacional promovida pela ICAB.
O Missal Brasiliense segue a estrutura do Rito Latino, mas com uma forte ênfase na visão anglo-católica de Dom Salomão, utilizando o vernáculo. Uma das inovações é a inclusão de Missas Votivas não presentes no Rito Latino, como a Missa Nacional, Missa de Israel, Missa do Cristo-Livre, Missa dos Pedreiros Livres e a Missa da Redenção do Trabalho. À semelhança do Rito da Missa Tridentina, a Oração Eucarística, tem-se a oração inicial do Ofertório, seguindo a tradição do Rito Latino (indicada pelos termos em latim), com a apresentação dos dons e as orações de ablução. A oração começa com o "Orate fratres", segue o Prefácio e o "Ter Sanctus". No Cânon da Missa, a ordem segue a tradição, com o "Te Igitur", o "Memento dos Vivos", o "Communicantes", o "Hanc Igitur", o "Quam oblationem" e, no coração da Oração Eucarística, o "Qui pridie + Simile Modo". Após a Consagração, há as súplicas, encerrando com o "Per ipsum". No momento anterior à Comunhão, após o "Agnus Dei", é utilizada a mesma "Oração de Humilde Acesso" da Liturgia Anglicana. Um aspecto marcante do Missal Brasiliense é o uso do "Último Evangelho" (o prólogo de João) após a bênção, encerrando a Missa, com a possibilidade de recolhimento das ofertas no final, acompanhado da declaração da liturgia anglicana: "Tudo vem de ti, Senhor, e do que é teu, to damos".